# الفانسو کاستاندا، نوا ویسکایا
الفانسو کاستاندا، نوا ویسکایا (به لاتین: Alfonso Castañeda, Nueva Vizcaya) یک سکونتگاه مسکونی در فیلیپین است که در نوئه‌وا ویزکایا واقع شده‌است.

## خصوصیات
الفانسو کاستاندا ۳۷۵٫۴۰ کیلومترمربع مساحت و ۷٬۴۲۸ نفر جمعیت دارد.